# Laver Cup 2021
Der Laver Cup 2021 war ein Tennisturnier der Herren, das vom 24. bis 26. September 2021 im TD Garden in Boston ausgetragen wurde.
Titelverteidiger war das Team Europa, das alle drei bisherigen Turniere 2017, 2018 und 2019 gewinnen konnte. Im Vorjahr war das Turnier aufgrund von Terminüberschneidungen, die durch die Covid-19-Pandemie verursacht wurden, ausgefallen.
Die Ausgabe wurde sehr deutlich von Team Europa gewonnen. Nur ein Punkt ging an das Team Welt, sodass drei Einzel nicht mehr ausgespielt wurden.

## Spielerauswahl
Roger Federer gab als erster Spieler am 28. Februar 2020 seine Teilnahme bekannt, zog diese aber im August 2021 wegen einer Knieverletzung wieder zurück. Rafael Nadal und Novak Đoković sagten wegen einer Fußverletzung bzw. wegen notwendiger Erholung ebenfalls ihre Teilnahme ab. Dominic Thiem musste wegen einer Verletzung am Handgelenk zurückziehen. Am 14. Juni 2021 kamen Zverev und Fognini dazu.

Am 3. Juli 2021 gaben Anderson, Isner, Raonic und Shapovalov ihre Zusage; Tsitsipas und Kyrgios gaben sie am 3. Juli 2021. Der Kapitän McEnroe entschied sich dazu noch für Jack Sock und Taylor Fritz. Letzterer ersetzte dabei den verletzten Anderson. Am 16. Juli gab Matteo Berrettini seine Teilnahme bekannt, fünf Tage später kamen Denis Shapovalov, Félix Auger-Aliassime und Diego Schwartzman dazu. Am 13. August gab Alexander Zverev seine Teilnahme bekannt. Am 18. August wurden die restlichen Spieler bekanntgegeben, wobei Reilly Opelka, John Isner und Nick Kyrgios am folgenden Tag durch den Kapitän bestimmt wurden.

## Teilnehmer
| Team Europa                  | Team Europa |
| ---------------------------- | ----------- |
| Kapitän: Björn Borg          |             |
| Vize-Kapitän: Thomas Enqvist |             |
| Spieler                      | Rang 1      |
| Novak Đoković                | 1           |
| Daniil Medwedew              | 2           |
| Stefanos Tsitsipas           | 3           |
| Alexander Zverev             | 4           |
| Andrei Rubljow               | 5           |
| Rafael Nadal                 | 6           |
| Matteo Berrettini            | 7           |
| Dominic Thiem                | 8           |
| Roger Federer                | 9           |
| Casper Ruud                  | 10          |
| Feliciano López              | 110         |

| Team Welt                     | Team Welt |
| ----------------------------- | --------- |
| Kapitän: John McEnroe         |           |
| Vize-Kapitän: Patrick McEnroe |           |
| Spieler                       | Rang 1    |
| Félix Auger-Aliassime         | 11        |
| Denis Shapovalov              | 12        |
| Diego Schwartzman             | 15        |
| Reilly Opelka                 | 19        |
| John Isner                    | 22        |
| Nick Kyrgios                  | 95        |
| Jack Sock                     | 164       |

|  | Wahl des Kapitäns |
|  | Rückzug           |
|  | Ersatzspieler     |
|  | Reservespieler    |

## Ergebnisse
| Ergebnisse und Entwicklung der Punkte im Verlauf des Turniers | Ergebnisse und Entwicklung der Punkte im Verlauf des Turniers | Ergebnisse und Entwicklung der Punkte im Verlauf des Turniers | Ergebnisse und Entwicklung der Punkte im Verlauf des Turniers | Ergebnisse und Entwicklung der Punkte im Verlauf des Turniers | Ergebnisse und Entwicklung der Punkte im Verlauf des Turniers | Ergebnisse und Entwicklung der Punkte im Verlauf des Turniers | Ergebnisse und Entwicklung der Punkte im Verlauf des Turniers | Ergebnisse und Entwicklung der Punkte im Verlauf des Turniers | Ergebnisse und Entwicklung der Punkte im Verlauf des Turniers |
| Tag                                                           | Spiel                                                         | Modus                                                         | für Team Europa                                               | für Team Welt                                                 | Resultat                                                      | Punkte Europa                                                 | Punkte Welt                                                   | gesamt Europa                                                 | gesamt Welt                                                   |
| ------------------------------------------------------------- | ------------------------------------------------------------- | ------------------------------------------------------------- | ------------------------------------------------------------- | ------------------------------------------------------------- | ------------------------------------------------------------- | ------------------------------------------------------------- | ------------------------------------------------------------- | ------------------------------------------------------------- | ------------------------------------------------------------- |
| 1                                                             | 1                                                             | Einzel                                                        | Casper Ruud                                                   | Reilly Opelka                                                 | 6:3, 7:64                                                     | 1                                                             | –                                                             | 1                                                             | 0                                                             |
| 1                                                             | 2                                                             | Einzel                                                        | Matteo Berrettini                                             | Félix Auger-Aliassime                                         | 6:73, 7:5, [10:8]                                             | 1                                                             | –                                                             | 2                                                             | 0                                                             |
| 1                                                             | 3                                                             | Einzel                                                        | Andrei Rubljow                                                | Diego Schwartzman                                             | 4:6, 6:3, [11:9]                                              | 1                                                             | –                                                             | 3                                                             | 0                                                             |
| 1                                                             | 4                                                             | Doppel                                                        | Matteo Berrettini Alexander Zverev                            | John Isner Denis Shapovalov                                   | 6:4, 6:72, [1:10]                                             | –                                                             | 1                                                             | 3                                                             | 1                                                             |
| 2                                                             | 1                                                             | Einzel                                                        | Stefanos Tsitsipas                                            | Nick Kyrgios                                                  | 6:3, 6:4                                                      | 2                                                             | –                                                             | 5                                                             | 1                                                             |
| 2                                                             | 2                                                             | Einzel                                                        | Alexander Zverev                                              | John Isner                                                    | 7:65, 6:76, [10:5]                                            | 2                                                             | –                                                             | 7                                                             | 1                                                             |
| 2                                                             | 3                                                             | Einzel                                                        | Daniil Medwedew                                               | Denis Shapovalov                                              | 6:4, 6:0                                                      | 2                                                             | –                                                             | 9                                                             | 1                                                             |
| 2                                                             | 4                                                             | Doppel                                                        | Andrei Rubljow Stefanos Tsitsipas                             | John Isner Nick Kyrgios                                       | 6:78, 6:3, [10:4]                                             | 2                                                             | –                                                             | 11                                                            | 1                                                             |
| 3                                                             | 1                                                             | Doppel                                                        | Andrei Rubljow Alexander Zverev                               | Reilly Opelka Denis Shapovalov                                | 6:2, 6:74, [10:3]                                             | 3                                                             | –                                                             | 14                                                            | 1                                                             |
| 3                                                             | 2                                                             | Einzel                                                        | Alexander Zverev                                              | Félix Auger-Aliassime                                         | nicht gespielt                                                | nicht gespielt                                                | nicht gespielt                                                | nicht gespielt                                                | nicht gespielt                                                |
| 3                                                             | 3                                                             | Einzel                                                        | Daniil Medwedew                                               | Diego Schwartzman                                             | nicht gespielt                                                | nicht gespielt                                                | nicht gespielt                                                | nicht gespielt                                                | nicht gespielt                                                |
| 3                                                             | 4                                                             | Einzel                                                        | Stefanos Tsitsipas                                            | John Isner                                                    | nicht gespielt                                                | nicht gespielt                                                | nicht gespielt                                                | nicht gespielt                                                | nicht gespielt                                                |